# الحزب الشيوعي الثوري - الخندق الأحمر
الحزب الشيوعي الثوري - الخندق الأحمر (بالإسبانية: Partido Comunista Revolucionario - Trinchera Roja) كان حزبًا شيوعيًا في بيرو. تم تشكيل الحزب في عام 1977، من خلال انقسام في الحزب الشيوعي الثوري. كان الحزب بقيادة أغوستين هايا دي لا توري وخورخي نيتو.
انضم الحزب إلى الاتحاد الديمقراطي الشعبي.
في عام 1984، أصبح واحدا من المنظمات المؤسسة للحزب المريتيجي الموحد.